# Pray for me (Broederliefde)
Pray for me is een lied van de Nederlandse rapformatie Broederliefde in samenwerking met de Nederlandse rapper Frenna. Het stond in 2021 als tweede track op het album Medaille van Broederliefde.

## Achtergrond
Pray for me is geschreven door Dinesh Moti, Emerson Akachar, Shafique Roman en Francis Junior Edusei en geproduceerd door Shafique Roman. Het is een nummer dat past in het genre nederhop met effecten uit de afrobeats. Het nummer was één van de twee nummers die niet als single werd uitgebracht, maar na het uitbrengen van het album Medaille, toch een bescheiden hit werd. De ander was Animals. Het is niet de eerste keer dat Broederliefde en Frenna met elkaar samenwerken. Dit deden zij eerder al op Ik was al binnen, Miljonairs, Hoe je bent en Grijze wolken.

## Hitnoteringen
Ondanks dat het lied niet als single was uitgebracht, hadden de artiesten toch bescheiden succes met het lied in Nederland. Het piekte op de 52e plaats van de Single Top 100 in de twee weken dat het in deze hitlijst te vinden was. De Top 40 en haar Tipparade werden niet bereikt.